# Miami RedHawks

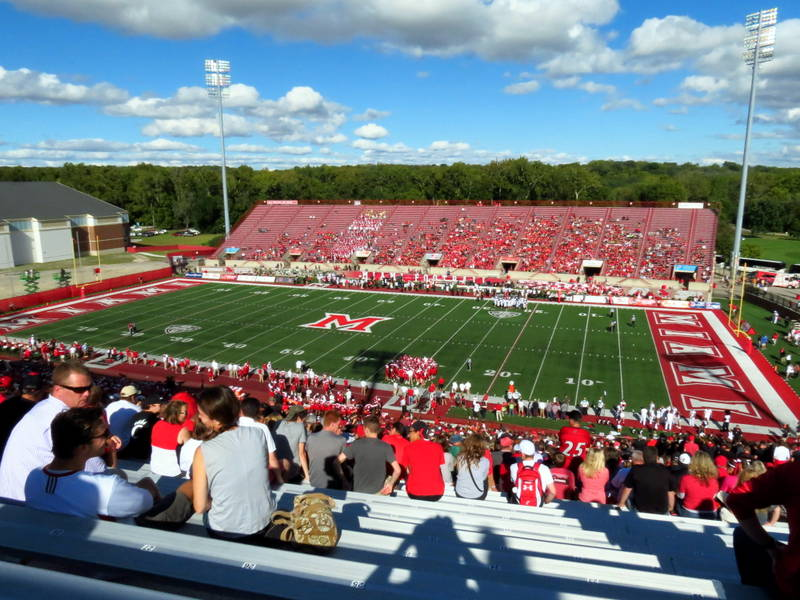
Yager Stadium

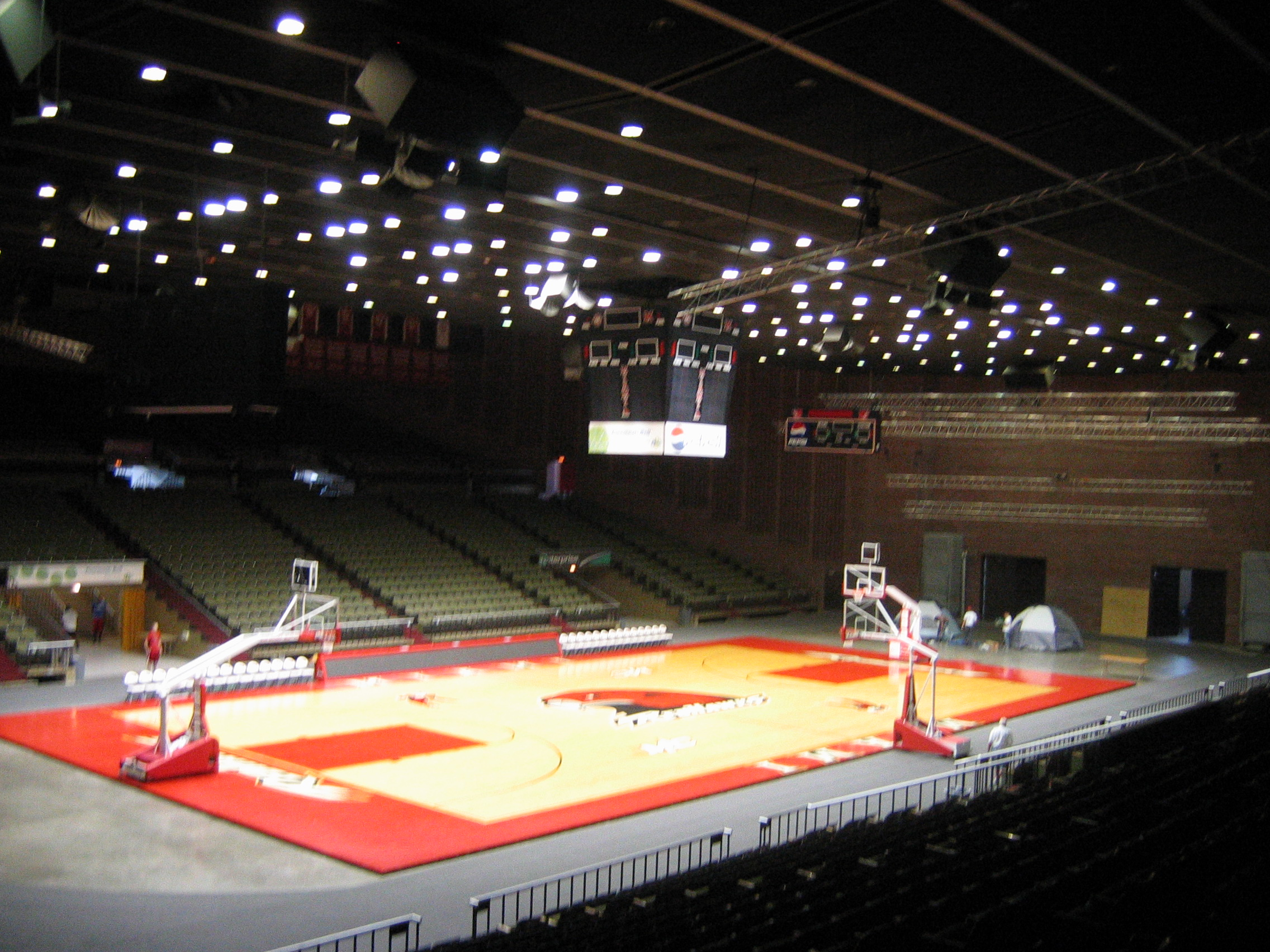
Millett Hall

Miami RedHawks (español: Halcones rojos de Miami) es el equipo deportivo de la Universidad Miami en el estado de Ohio. Los 18 equipos de los RedHawks participan en las competiciones universitarias de la NCAA, en la Mid-American Conference.

## Deportes
Los RedHawks participan en las siguientes modalidades deportivas:
| - Masculino - Béisbol - Baloncesto - Atletismo - Fútbol americano - Golf - Natación - Hockey sobre hielo - Cross | - Femenino - Baloncesto - Cross - Patinaje - Natación - Softball - Fútbol - Tenis - Atletismo - Voleibol - Hockey sobre hierba |

### Fútbol Americano
La Universidad Miami posee uno de los equipos de fútbol americano con más solera, cuyos inicios se remontan a finales del siglo XIX. A lo largo de todo este tiempo han ganado 21 títulos de conferencia, teniendo en la actualidad 6 jugadores en la NFL que han pasado por sus aúlas. Mantienen una rivalidad ancestral con los Cincinnati Bearcats.

### Hockey sobre hielo
El equipo de hockey sobre hielo es uno de los mejores del país. En 2006 se proclamaron vencedores de la liga regular, pero cayeron en la final nacional contra la Universidad Estatal de Míchigan.
Recientemente han inaugurado su nuevo pabellón, el Goggin Ice Arena, con capacidad para 2200 espectadores.

### Baloncesto

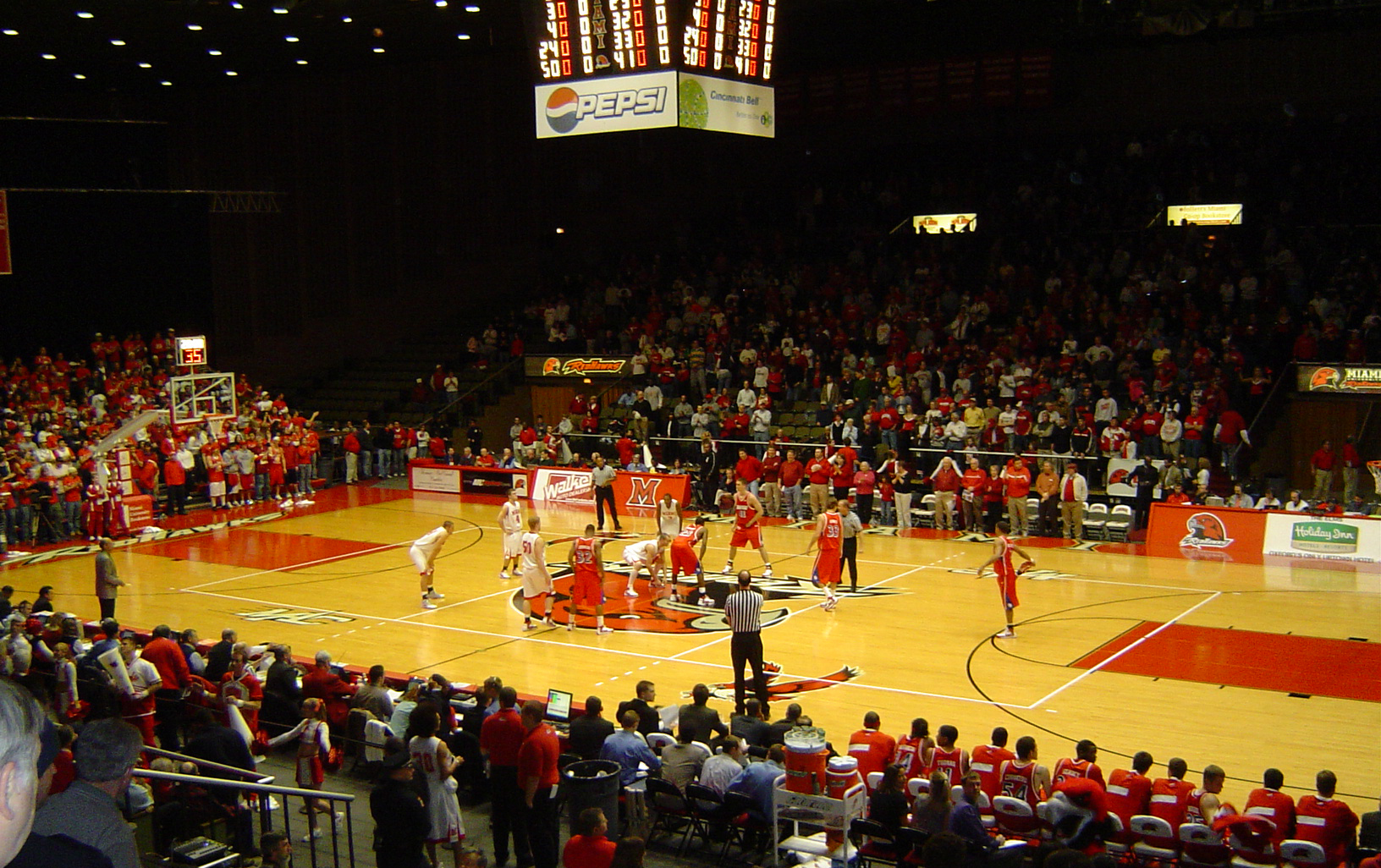
Partido de baloncesto ante Dayton Flyers.

Han participado en 16 ocasiones en la fase final del Torneo de la NCAA, la última de ellas en 2007, llegando en dos ocasiones a los octavos de final. Además, han ganado la liga regular de la Mid-American Conference en 20 ocasiones, y el torneo de la misma en 4. 
A lo largo de su historia ha aportado varios jugadores a la NBA, destacando Wayne Embry, Ron Harper y Wally Szczerbiak.
Estos son los números retirados por la universidad de Miami, en su pabellón, el Millett Hall, y que no pueden ser usados por ningún otro jugador de la universidad.
| Número | Jugador          | Posición   | Años      | Retirada |
| ------ | ---------------- | ---------- | --------- | -------- |
| 10     | Charlie Coles    | Alero      | 1963–1965 | 2015     |
| 23     | Wayne Embry      | Pívot      | 1956–1958 | 1995     |
| 32     | Wally Szczerbiak | Escolta    | 1995–1999 | 2001     |
| 34     | Ron Harper       | Base       | 1982–1986 | 1986     |
| 44     | Dick Walls       | Pívot      | 1951–1953 | 1995     |
| 12     | Darrell Hedric   | Entrenador | 1952–1955 | 1997     |

## El apodo del equipo
Antes de 1930, los apodos del equipo eran intercambiables, llamándose, entre otros, los Miami Boys, los Big Reds, y los Reds and Whites. En 1931 se acordó que todos los equipos llevaran el mismo apellido, estableciéndose el de RedSkins (pieles rojas), nombre que se ha mantenido hasta 1997, cuando se cambió al actual de Redhawks.